# Ralf Höcker

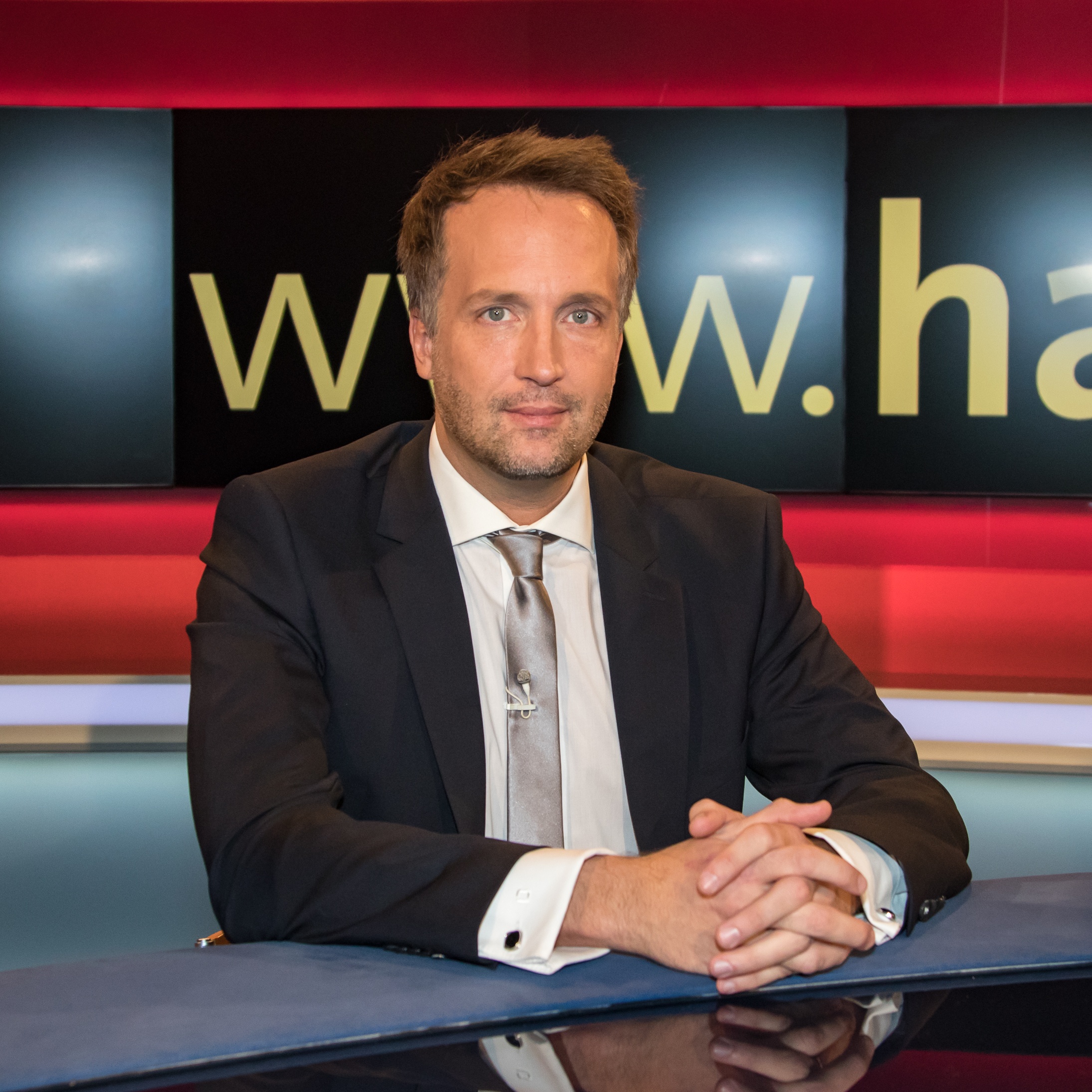
Ralf Höcker (2016)

Ralf Höcker (* 4. März 1971 in Köln) ist ein deutscher Rechtsanwalt und Autor. Höcker ist durch zahlreiche öffentlichkeitswirksame presserechtliche Mandate bekannt geworden. Er war in mehreren Gruppierungen der CDU aktiv.

## Leben
Ralf Höcker studierte Rechtswissenschaften an der Universität zu Köln, erhielt ein Stipendium der Konrad-Adenauer-Stiftung und promovierte 1999 in Köln zum Dr. jur. Anschließend absolvierte er am King’s College London ein Master-of-Laws-Studium (LL.M.) in Intellectual Property Law. Daneben arbeitete er von 1999 bis 2000 als Foreign Lawyer/Rechtsanwalt bei der Londoner Sozietät Willoughby & Partners / Rouse & Co., Int. Von 2001 bis 2003 war er als Rechtsanwalt bei der Wirtschaftskanzlei Linklaters Deutschland an deren damaligem Standort in Köln (nach Fusion von Oppenhoff & Rädler mit Linklaters, England) tätig.
2003 machte sich Höcker als Rechtsanwalt selbständig und gründete seine eigene Kanzlei in Köln, die seither als Höcker Rechtsanwälte firmiert. Er spezialisierte sich auf Marken- und Medienrecht.
Außerdem war er an der privaten CBS tätig. Seit 2009 hatte Höcker dort eine Professur für Deutsches und internationales Marken- und Medienrecht inne, von 2009 bis 2014 als angestellter Professor und danach bis 2023 Honorarprofessor.
Höcker ist ständiger Mitarbeiter der Zeitschrift Der IP-Rechts-Berater aus dem Verlag Dr. Otto Schmidt. Beim Debattenforum Vocer schrieb er sporadisch bis 2015 die Kolumne Fünfte Gewalt. Er ist Autor zahlreicher Bücher und Aufsätze zum Medienrecht.

## Mandate

### Jörg Kachelmann
Im Kachelmann-Prozess vertrat er den Wettermoderator als dessen Medienanwalt und betrieb parallel zur Arbeit des Strafverteidigers Johann Schwenn anwaltliche Öffentlichkeitsarbeit für Jörg Kachelmann (Litigation-PR). Vom Axel-Springer-Konzern klagte Höcker für seinen Mandanten mehr als eine halbe Million Euro Schmerzensgeld und Zinsen für die Berichterstattung über den Kachelmann-Prozess ein.

### Felix Magath
Den Fußballtrainer Felix Magath vertrat Höcker als Medienanwalt in der zunächst konfrontativ ausgetragenen Trennung vom FC Schalke 04 in der Saison 2010/2011.

### Türkische Tageszeitung
2013 legte Höcker für die türkische Tageszeitung Sabah beim Bundesverfassungsgericht eine Verfassungsbeschwerde gegen die Sitzplatzvergabe im NSU-Prozess ein. Das Bundesverfassungsgericht gab der Beschwerde statt und ordnete an, dass für ausländische Medienvertreter ein Zusatzkontingent an Sitzplätzen zur Verfügung gestellt oder das Akkreditierungsverfahren für die Journalisten wiederholt wird. Der Prozessbeginn wurde vom Oberlandesgericht München daraufhin um knapp drei Wochen verschoben, um die Akkreditierung neu zu regeln.

### Mitarbeiter des Verfassungsschutzes
Im Namen eines Mitarbeiters des Verfassungsschutzes ging Höcker gegen die Tageszeitungen Die Welt und Junge Welt vor, die über eine mögliche Verstrickung des Mannes in den Sprengstoffanschlag des NSU 2001 in Köln berichtet hatten. Auch einen Twitter-Nutzer, der einen Link zu einem Artikel – mit dem Namen von Höckers Mandanten – veröffentlicht hatte, ließ Höcker abmahnen.

### Netzer gegen Zwanziger
Im Zusammenhang mit dem Skandal um die angeblich gekaufte Fußball-WM 2006 in Deutschland reichte Höcker im Dezember 2015 für den früheren Nationalspieler Günter Netzer Klage gegen Ex-DFB-Präsident Theo Zwanziger ein. Zwanziger hatte behauptet, Netzer habe ihm gegenüber ausgesagt, dass die vier asiatischen Stimmen bei der WM-Vergabe gekauft worden seien. Dieses Zitat diente den Investigativjournalisten des Spiegel zunächst als Hauptindiz dafür, dass eine DFB-Zahlung von 6,7 Mio. Euro mit unklarem Verwendungszweck zum Kauf der WM 2006 genutzt worden sei. Netzer und Zwanziger einigten sich im April 2016 außergerichtlich und erklärten gemeinsam: „Günter Netzer legt Wert auf die Feststellung, dass es in dem besagten Gespräch keine Aussage von ihm gegeben habe, die so interpretiert werden könnte, dass die vier asiatischen Stimmen bei der WM-Vergabe 2006 gekauft wurden.“ Theo Zwanziger sagte zu, seine Angabe nicht zu wiederholen.

### Erdoğan gegen Döpfner
Höcker reichte im Mai 2016 im Auftrag des türkischen Staatspräsidenten Recep Tayyip Erdoğan beim Landgericht Köln einen Antrag auf einstweilige Verfügung gegen den Vorstandsvorsitzenden der Axel Springer SE, Mathias Döpfner, ein. Döpfner hatte sich im Zuge der Böhmermann-Affäre öffentlich mit Böhmermann solidarisiert. Der Antrag wurde in erster Instanz abgelehnt. Gegenüber Medien verglich Höcker den Umgang mit Erdoğan mit einer „Massenvergewaltigung“, die zu einer Enthemmung führe, bei der am Ende alle mitmachten. Höcker vertritt Erdoğan in all seinen Beleidigungsklagen nach dem Böhmermann-Gedicht in Deutschland außer in der Klage gegen Böhmermann persönlich.

### Erzbistum Köln
Im Rahmen der öffentlichen Diskussion und Aufarbeitung um die Vorwürfe des sexuellen Missbrauchs im Erzbistum Köln und die Erstellung eines neuen Gutachtens wurde die Kanzlei Höcker ab Herbst 2019 beauftragt, presserechtliche Aspekte zu prüfen.

### Papst Benedikt XVI.
Als Teil des von Papst emeritus Benedikt XVI. zusammengestellten Teams aus kirchenrechtlichen und juristischen Beratern im Kontext des Münchner Missbrauchsgutachtens waren Höcker und Kollegen bei der Überprüfung des Gutachtens sowie bei der Ausarbeitung der Ergebnisse beteiligt.

### Niederländisches Königspaar gegen Axel Springer
Am 24. September 2020 erwirkte Höcker für König Willem-Alexander der Niederlande und Königin Máxima eine einstweilige Verfügung gegen die Axel Springer SE. Das Landgericht Köln verbot den Abdruck von Fotos, die die beiden in Badekleidung bei einem Yachturlaub in Griechenland zeigten, der kein „zeitgeschichtliches Ereignis“ sei.

### AfD gegen BfV

#### Möglicher Interessenkonflikt
Die Rechtsanwaltskanzlei Höcker, deren Mitglied Hans-Georg Maaßen vom 1. Oktober 2019 bis zum 25. Januar 2021 gewesen war, vertrat die AfD in einem Verfahren gegen das BfV. Die Klage hat zum Ziel, die Beobachtung der AfD durch das BfV zu begrenzen bzw. zu verhindern. Die Partei klagt hierbei gegen eine Beobachtung durch den Inlandsgeheimdienst, schon bevor die Beobachtung überhaupt bekannt gemacht wurde. Die Behörde schweigt zu diesem Vorgang, weil das Verfahren noch läuft. Die Zeit wies am 25. Januar 2021 darauf hin, dass Maaßen für Höcker tätig ist, worauf nach Veröffentlichung des Artikels Maaßen die Zusammenarbeit mit der Rechtsanwaltskanzlei beendete.
Mit Schreiben vom 26. Januar 2021 erhob ein Rechtsanwalt Beschwerde gegen Maaßen wegen möglichen Verstoßes gegen das berufsrechtliche Verbot der Vertretung widerstreitender Interessen. Der Beschwerde wurde von der Rechtsanwaltskammer Düsseldorf mit Beschluss vom Juni 2021 keine Folge gegeben.

#### Materielles Recht
Auf Bundesebene war die AfD im Jahre 2019 als Gesamtpartei noch kein Beobachtungsobjekt des Bundesamtes für Verfassungsschutzes (BfV). Auf einer Pressekonferenz am 15. Januar 2019 hatte das BfV die Partei zunächst als „Prüffall“ bezeichnet. Das Verwaltungsgericht Köln untersagte der Behörde jedoch mit Beschluss vom 26. Februar 2019, die Partei weiterhin öffentlich so zu bezeichnen, da hierfür keine Rechtsgrundlage bestehe. Die Bezeichnung habe in der Öffentlichkeit eine „negative Wirkung“, womit vom BfV in das Parteiengrundrecht und Persönlichkeitsrecht der AfD auf rechtswidrige und unverhältnismäßige Weise eingegriffen worden sei.
Die Behörde hatte bereits zuvor eine entsprechende Pressemitteilung von ihrer Homepage entfernt und erklärte nach Bekanntgabe der Entscheidung, diese nicht anfechten zu wollen. Inzwischen ist der Beschluss rechtskräftig. Bereits im Januar hatte das BfV zudem seine Mitarbeiter aufgefordert, Kontakte zur AfD intern offenzulegen. Damit sollte möglichen Loyalitätskonflikten bei der Prüfung der Frage einer Beobachtung vorgebeugt werden. Auch gegen diese Maßnahme erhob die AfD vor dem Verwaltungsgericht Köln Klage, da sie das Gleichheitsgebot verletze und gegen die staatliche Neutralitätspflicht verstoße.
Das Verwaltungsgericht Köln lehnte einen Antrag der AfD ab, wodurch diese eine Zwischenlösung im Streit um die Einstufung als rechtsextremistischen Verdachtsfall durch das Bundesamt für Verfassungsschutz erreichen wollte. In einer weiteren Entscheidung lehnte das Verwaltungsgericht Köln es ab, eine Zwischenregelung zu erlassen, wonach dem Bundesamt für Verfassungsschutz die Bekanntgabe der aktuellen Mitgliederzahl des aufgelösten rechtsextremen „Flügel“ verboten wäre. Beide Entscheidungen bestätigte das Oberverwaltungsgericht für das Land Nordrhein-Westfalen. Die hiergegen eingelegten Verfassungsbeschwerden wurden vom Bundesverfassungsgericht zurückgewiesen.

### Hans-Josef Bähner
Höcker vertrat medienrechtlich den Kölner Bezirksabgeordneten Hans-Josef Bähner (CDU), der während einer verbalen Streitigkeit an seinem Gartenzaun auf einen jungen Erwachsenen geschossen und diesen schwer verletzt hatte. Er konnte erreichen, dass in den ersten Medienberichten der Name des Politikers nicht bekannt wurde, erwirkte, dass der damalige CDU-Generalsekretär Paul Ziemiak einen Tweet löschte, in dem der volle Name erwähnt wurde, und war nach Darstellung einzelner Medien erfolgreich damit, dass der Fokus anfangs auch darauf lag, dass das Opfer vor der Tat „polizeilich in Erscheinung“ getreten war. Der Parteifreund, der in der Bezirksvertretung von Porz saß, ließ später alle seine Ämter in der CDU ruhen und wurde vom Landgericht Köln im Februar 2022 wegen gefährlicher Körperverletzung, Beleidigung und eines Verstoßes gegen das Waffengesetz zu einer Gefängnisstrafe von drei Jahren und sechs Monaten verurteilt, wogegen er Revision einlegte, die der 2. Senat des Bundesgerichtshofes im Dezember 2022 allerdings verwarf, wodurch das Urteil des Landgerichtes rechtskräftig wurde.

## Positionen
Anfang Mai 2019 sprach Höcker zum Thema „Anwälte gegen Journalisten: Gefahr für die Pressefreiheit?“ auf der re:publica’19. Am 11. Mai 2019 hielt er auf der von der AfD-Fraktion im Deutschen Bundestag veranstalteten „1. Konferenz der freien Medien“ einen Vortrag „für journalistische Ethik und gegen Fake-News“ und betonte, er würde diesen „auch vor der Antifa halten“.

## Politische Tätigkeit
Höcker war seit 2019 Mitglied der CDU und des Vereins Werteunion e. V. Am 15. Juni 2019 wurde Höcker zum ehrenamtlichen Pressesprecher des Vereins Werteunion gewählt. Am 26. September 2019 wurde er zum neuen Vorsitzenden des CDU-Ortsverbands Köln Innenstadt-Süd gewählt. Vom 1. Oktober 2019 bis zum 25. Januar 2021 arbeitete Hans-Georg Maaßen, Werteunion-Vereinsmitglied und ehemaliger Präsident des Bundesamts für Verfassungsschutz, als Of counsel für das Managing Board von Höckers Medienrechtskanzlei. Als Pressesprecher des Werteunion e. V. äußerte er, „der öffentlich-rechtliche Rundfunk [gehöre] in seiner jetzigen Form abgeschafft.“
Am 13. Februar 2020 teilte Höcker auf Facebook seinen „Austritt aus sämtlichen politischen Organisationen“ mit und begründete dies mit einer am selben Tag erhaltenen Drohung.
Bei der Wahl der Mandate beschreibt Höcker seine Kanzlei als „schmerzfrei“ und verweist auf den anwaltlichen Berufsethos, stellt aber klar, dass „wir uns als Anwälte weder mit der Weltanschauung noch mit den Taten unserer Mandanten gemeinmachen“. Gleichzeitig betont Höcker, dass die Kanzlei – mit Blick auf die deutsche Parteienlandschaft – jeden Politiker aller im Bundestag vertretenen Parteien rechtlich beraten würde. So habe eine interne Aufstellung über die Zahl der Parteienmandate der Kanzlei ergeben, dass die meisten Mandate für die SPD und CDU geführt würden.

## Kritik
Höcker wird wegen seiner politischen Ansichten und seiner „robusten“ Mandatsausübung gegenüber Journalisten kritisiert. Hinsichtlich seines Vorgehens gegen journalistische Berichterstattung kommentierte Höcker: „Bevor ein Bericht erscheint, versuche ich zu ergründen, wie der Bericht aussehen wird und was da an Rechtswidrigem drinstehen könnte. Und dann versuche ich zu verhindern, dass das passiert.“
Laut einem im Juni 2015 erschienenen Bericht der Welt am Sonntag war Höcker unter anderem Aufsichtsratsvorsitzender der Internetone AG, die unter anderem am Betrieb von Datingportalen beteiligt sein soll, welche von den Verbraucherschutzzentralen regelmäßig kritisiert werden. Höcker bestritt die in diesem Zusammenhang gegen ihn gemachten Feststellungen. Er sei als Aufsichtsratsmitglied nicht in das operative Geschäft der Internetone eingebunden gewesen. Gleichwohl trat er von seinem Posten im Aufsichtsrat zurück. Höckers Kanzlei vertrat mindestens seit 2009 die Medusa United Media GmbH, Betreiberin des damals von Verbraucherschützern heftig kritisierten Datingportals Flirtcafe.de. Der Bericht der Welt am Sonntag rechnet auch dieses Portal dem Netzwerk der Internetone AG zu. Das juristische Onlinemagazin Legal Tribune Online wurde in Folge der Berichterstattung über die Verstrickung Höckers in den Betrieb der Dating-Portale von einem Anwalt der Kanzlei im Namen des Portalbetreiber Ideo Labs GmbH abgemahnt, wehrte sich aber gegen diese Abmahnung.
Im März 2017 wurde bekannt, dass Höcker zudem versuchte, die Stiftung Warentest an der namentlichen Nennung zweier Autark-Firmen wegen ihrer hochriskanten Anlageangebote zu hindern. „Ralf Höcker hält es für seinen Job, Journalisten zu beeinflussen, indem er sie bedroht“, schreibt die Stiftung Warentest. Im Gegenzug bezeichnete Höcker die Reaktion der Verbraucherorganisation als „schwarze PR“ und erwiderte auf dieses Zitat in einem Interview: „Sie hat einen rechtswidrigen Finanztest gemacht, und dagegen sind wir vorgegangen, und zwar erfolgreich.“

## Medien

### Bücher
Bekannt wurde Höcker durch drei Lexika, in denen er populäre Rechtsirrtümer aufklärt. Er schilderte in einem weiteren Buch kuriose Fälle, die vor deutschen Gerichten verhandelt wurden. Im Langenscheidt-Wörterbuch Anwalt–Deutsch/Deutsch–Anwalt setzt er sich kritisch-humorvoll mit der Sprache der Anwälte auseinander. Die Buchtitel lauten:
- Das Grundrecht der Gewissensfreiheit und seine Auswirkungen im Strafrecht. Lang, Frankfurt am Main 2000, ISBN 3-631-35533-5 (= Dissertation, Universität Köln, 1999).
- Lexikon der Rechtsirrtümer., mit Carsten Brennecke, Ullstein, Berlin 2004, ISBN 3-548-36659-7.
- Neues Lexikon der Rechtsirrtümer. Ullstein, Berlin 2005, ISBN 3-548-36772-0.
- Lexikon der kuriosen Rechtsfälle., mit Carsten Brennecke, Ullstein, Berlin 2007, ISBN 3-548-36929-4.
- Das dritte Lexikon der Rechtsirrtümer. Ullstein, Berlin 2008, ISBN 978-3-548-36992-1.
- Anwalt–Deutsch/Deutsch–Anwalt. Langenscheidt, München/Berlin 2009, ISBN 978-3-468-73212-6.
- Lexikon der Internetfallen. Ullstein, Berlin 2010, ISBN 978-3-548-37322-5.
- Ein§pruch! Das große Buch der Rechtsirrtümer. Ullstein, Berlin 2010, ISBN 978-3-548-37346-1.

### Fernsehen und Bühne
2006 trat Ralf Höcker als Rechtsanwalt in der pseudo-dokumentarischen Gerichtsshow Richterin Barbara Salesch beim Sender Sat.1 auf und war dort 2007 als Experte einer Reihe in Akte – Reporter decken auf zu sehen, in der er Rechtsirrtümer aufklärte. Im gleichen Jahr präsentierte er auf einer Deutschlandtournee seine Bühnenshow Ein§pruch. Im Juni 2009 moderierte Höcker mit Andrea Kiewel eine Pilotsendung der RTL-Sendung Einspruch – Die Show der Rechtsirrtümer, die im Juli 2010 fortgesetzt wurde; im Februar 2011 wurde eine weitere Staffel ausgestrahlt.

## Interview
- Moritz Küpper, «Der Medienanwalt Ralf Höcker – Rechtssuche, wo rechts ist», Deutschlandfunk vom 14. September 2017, abgerufen am 25. Juli 2022[61]
- Benedict Neff, «Ich schicke keine Killerkommandos in die Redaktionen, keine Sorge»., Neue Zürcher Zeitung vom 2. Oktober 2019, abgerufen am 26. Februar 2021